# Glee: The Music, The Christmas Album
Glee: The Music, The Christmas Album  är ett soundtrack från den amerikanska television serien Glee. Albumet innehåller sex låtar från avsnitt 10 (A Very Glee Christmas) i säsong två samt sex andra jullåtar som bara är med på detta album.

## Tracklista
| Nr  | Titel                              | Längd |
| --- | ---------------------------------- | ----- |
| 1.  | We Need a Little Christmas         | 2:45  |
| 2.  | Deck the Rooftop                   | 2:32  |
| 3.  | Merry Christmas Darling            | 3:04  |
| 4.  | Baby, It's Cold Outside            | 2:48  |
| 5.  | The Most Wonderful Day of the Year | 2:02  |
| 6.  | Last Christmas                     | 3:37  |
| 7.  | God Rest Ye Merry Gentlemen        | 3:11  |
| 8.  | O Christmas Tree                   | 3:02  |
| 9.  | Jingle Bells                       | 2:56  |
| 10. | You're a Mean One, Mr. Grinch      | 3:20  |
| 11. | Angels We Have Heard on High       | 4:24  |
| 12. | O Holy Night                       | 5:01  |